# The Story of Light
The Story of Light ist das achte Studioalbum des US-amerikanischen Rockgitarristen Steve Vai. Es wurde am 14. August 2012 unter Vais Label Favored Nations veröffentlicht. Es war Vais erstes vollständiges Studioalbum seit Real Illusions: Reflections (2005). Am 23. Mai 2012 war es möglich das Album vorzubestellen mit einem sofortigen Download des Songs Gravity Storm. The Moon and I wurde 2010 auf VaiTunes veröffentlicht, wurde aber als Remix auf dem Album ebenfalls veröffentlicht. Das Album erreichte Platz 78 der Billboard 200.

## Konzept
The Story of Light ist nach Real Illusions: Reflections der zweite Teil der Real Illusions Trilogie, welche auf einem übertriebenen, ratsuchenden Wahnsinnigen beruht, der die Welt aus seiner verzerrten Empfindung betrachtet.

## Titelliste
1. The Story of Light (Vai) – 6:15
2. Velorum (Vai) – 6:09
3. John The Revelator (Vai) – 3:40
4. Book of the Seven Seals (Vai) – 3:56
5. Creamsicle Sunset (Vai) – 3:30
6. Gravity Storm (Vai) – 5:33
7. Mullach a’ tSí (Pádraigín Ní Uallacháin) – 3:56
8. The Moon and I (Vai) – 7:18
9. Weeping China Doll (Vai) – 6:11
10. Racing the World (Vai) – 3:45
11. No More Amsterdam (Vai) – 4:15
12. Sunshine Electric Raindrops (Vai) – 4:15
13. People of the World [Japan-Bonus-Track] (Vai) – 4:15

## Chartplatzierungen
| ChartsChartplatzierungen       | Höchstplatzierung | Wochen |
| ------------------------------ | ----------------- | ------ |
| Deutschland (GfK)              | 79 (1 Wo.)        | 1      |
| Österreich (Ö3)                | 67 (1 Wo.)        | 1      |
| Vereinigte Staaten (Billboard) | 78 (1 Wo.)        | 1      |